# Скрипка Штроха
Скри́пка Штро́ха (віолінофон) — різновид скрипки, в якій для посилення звуку використовується не дерев'яний корпус, а металевий розтруб. Названа на честь винахідника, Йоганна Штроха (нім. Johannes Matthias Augustus Stroh, 1828–1914). Перша скрипка була виготовлена в (1899) році в Лондоні, де жив і працював німецький інженер.
На початку XX століття театри стали все більш популярні серед найзабезпеченіших верств населення. І далеко не завжди була можливість проводити концерти в приміщеннях з хорошою акустикою. А звучання традиційної скрипки, особливо в складі оркестру, де використовували більш гучні духові інструменти, просто не було чутно. Тому головною причиною появи Скрипки Штроха стала необхідність отримання більш гучного і сильного звуку, і її звук більш сфокусований ніж у звичайної. Це призвело до широкого використання віолінофонів на студіях при записі грамплатівок. Також цю скрипку використовували у театрах, мюзик-холах. З появою мікрофонів та електроскрипки популярність інструменту впала.
Сучасні музиканти теж використовують характерний звук цього інструменту — зокрема, скрипку Штроха можна почути на окремих записах Тома Вейтса і Bat for Lashes. Також у 2010–2011 роках сучасна співачка Shakira у своєму альбомі The Sun Comes Out World Tour записала ряд композицій, використовуючи саме скрипку Штроха.
У Молдові та Румунії з початку XX століття відомий місцевий різновид скрипки Штроха (мабуть, виникла незалежно), з використанням діафрагмового резонатора, подібного до грамофонного, — такий інструмент досі іноді вживається в оркестрах, які виконують народну музику.